# Music Instructor
Music Instructor ist ein deutsches Dance- und Electro-Projekt, welches im deutschsprachigen Raum mehrere Charterfolge erzielen konnte. Am aktivsten war die Gruppe in den späten 1990er und frühen 2000er Jahren. Dabei kam es auch zur Zusammenarbeit mit Künstlern aus anderen Bereichen. Die bekanntesten Stücke von Music Instructor sind Hymn, Super Sonic und Get Freaky.

## Geschichte
Die ursprüngliche Besetzung bestand aus den Musikern Mike Michaels, Mark „MM“ Dollar, Mark Tabak (The Triple-M Crew) und dem Sänger Holly Trance (Holger Trens). Einen ersten Hit konnte Music Instructor 1995 mit Hymn verzeichnen. Dabei handelt es sich um eine Coverversion eines Songs von Ultravox aus dem Jahre 1982, in dem Music Instructor die einzelnen Bestandteile eines Dance-Hits erläutern.
Es folgten weitere Singles Hands in the Air, Dance und Dream a Little Dream, die auf dem ersten Album The World of Music Instructor erschienen. Außerdem wurde eine Coverversion von Friends Will Be Friends für ein Dance-Tributealbum für die Band Queen, die Queen Dance Tracks Vol. 1 aufgenommen.
Auf dem zweiten Album Electro City, das mit der Sängerin Maya Saban aufgenommen wurde, sind weitere Coverversionen zu finden: Let the Music Play (Shannon), Jam On It (Newcleus), Don’t Stop the Rock (Freestyle) und Pack Jam (Look Out for the OVC) (Jonzun Crew). In den Musikvideos zu den ebenfalls auf dem Album enthaltenen Singles Super Sonic, Rock Your Body und Get Freaky waren die Berliner Breakdancegruppe Flying Steps, sowie die Animationsfigur Abe aus den Oddworld-Computerspielen zu sehen. Des Weiteren präsent war Dean Burke, der vielen Werken von Triple-M zu Gold bzw. Platin verhalf. Der Musikstil hatte sich jedoch inzwischen in Richtung Elektropop verschoben. Das folgende Album Electro City wurde noch im selben Jahr als Electric City of Music Instructor mit dem Oddworld-Remix von Get Freaky erneut veröffentlicht, welches das Original ersetzte.
Danach veröffentlichte Music Instructor einen Remix zu Dreams in My Fantasy (DJ Session One). Auf der folgenden Single DJ’s Rock da House war die Sängerin Amber beteiligt und auf Super Fly (Upper MC) war der Rapper Dean von Highland und den Lunatics beteiligt, sowie die Sängerin Veronique auf Play My Music, der bisher letzten Single des Projektes.
Die Triple-M Crew (Mike Michaels, Mark „MM“ Dollar und Mark Tabak) produzierten außerdem Künstler wie Highland, The Boyz und Ayman (Mein Stern).

## Diskografie

### Studioalben
| Jahr | Titel                             | Höchstplatzierung, Gesamtwochen, AuszeichnungChartplatzierungen (Jahr, Titel, Platzierungen, Wochen, Auszeichnungen, Anmerkungen) | Höchstplatzierung, Gesamtwochen, AuszeichnungChartplatzierungen (Jahr, Titel, Platzierungen, Wochen, Auszeichnungen, Anmerkungen) | Anmerkungen                |
| Jahr | Titel                             | DE | CH | Anmerkungen                |
| ---- | --------------------------------- | --- | --- | -------------------------- |
| 1996 | The World of Music Instructor     | DE40 (9 Wo.)DE | CH42 (2 Wo.)CH | Erstveröffentlichung: 1996 |
| 1998 | Electric City of Music Instructor | DE15 (17 Wo.)DE | CH27 (5 Wo.)CH | Erstveröffentlichung: 1998 |

### Singles
| Jahr | Titel Album                                    | Höchstplatzierung, Gesamtwochen, AuszeichnungChartplatzierungen (Jahr, Titel, Album, Platzierungen, Wochen, Auszeichnungen, Anmerkungen) | Höchstplatzierung, Gesamtwochen, AuszeichnungChartplatzierungen (Jahr, Titel, Album, Platzierungen, Wochen, Auszeichnungen, Anmerkungen) | Höchstplatzierung, Gesamtwochen, AuszeichnungChartplatzierungen (Jahr, Titel, Album, Platzierungen, Wochen, Auszeichnungen, Anmerkungen) | Anmerkungen                                                                  |
| Jahr | Titel Album                                    | DE | AT | CH | Anmerkungen                                                                  |
| ---- | ---------------------------------------------- | --- | --- | --- | ---------------------------------------------------------------------------- |
| 1995 | Hymn The World of Music Instructor             | DE8 Gold · (22 Wo.)DE | AT15 (9 Wo.)AT | CH6 (11 Wo.)CH | Erstveröffentlichung: 29. Juni 1995                                          |
| 1996 | Hands in the Air The World of Music Instructor | DE16 (14 Wo.)DE | AT40 (1 Wo.)AT | CH15 (6 Wo.)CH | Erstveröffentlichung: 14. Februar 1996                                       |
| 1996 | Dance The World of Music Instructor            | DE38 (8 Wo.)DE | — | — | Erstveröffentlichung: 20. Juni 1996                                          |
| 1998 | Super Sonic Electro City                       | DE4 Gold · (18 Wo.)DE | AT24 (9 Wo.)AT | CH9 (14 Wo.)CH | Erstveröffentlichung: 9. März 1998 feat. Flying Steps                        |
| 1998 | Rock Your Body Electro City                    | DE9 (11 Wo.)DE | — | CH23 (10 Wo.)CH | Erstveröffentlichung: 8. Juni 1998 feat. Triple-M Crew                       |
| 1998 | Get Freaky Electro City                        | DE5 Platin · (23 Wo.)DE | AT16 (11 Wo.)AT | CH9 (19 Wo.)CH | Erstveröffentlichung: 16. November 1998 feat. Lunatics, Abe und Flying Steps |
| 1999 | Electric City Electro City                     | DE12 (9 Wo.)DE | — | CH15 (7 Wo.)CH | Erstveröffentlichung: 7. Juni 1999                                           |
| 1999 | DJ’s Rock da House –                           | DE38 (7 Wo.)DE | — | CH74 (5 Wo.)CH | Erstveröffentlichung: 4. Dezember 1999                                       |
| 2000 | Super Fly (Upper MC) –                         | DE13 (13 Wo.)DE | — | CH36 (11 Wo.)CH | Erstveröffentlichung: 28. August 2000 feat. Dean                             |

Weitere Singles
- 1996: Dream a Little Dream
- 1996: If You Feel Alone
- 1996: Friends Will Be Friends (Queen Dance Traxx feat. Music Instructor)
- 2001: Play My Music (feat. Veronique)
- 2022: Supersonic 2022 Reloaded
- 2022: Every Nation, We Got The Groove

## Auszeichnungen für Musikverkäufe
| Goldene Schallplatte - Polen - 1998: für das Album Electric City of Music Instructor |

Anmerkung: Auszeichnungen in Ländern aus den Charttabellen bzw. Chartboxen sind in ebendiesen zu finden.
| Land/RegionAuszeichnungen für Musikverkäufe (Land/Region, Auszeichnungen, Verkäufe, Quellen) | Gold     | Platin  | Verkäufe  | Quellen           |
| -------------------------------------------------------------------------------------------- | -------- | ------- | --------- | ----------------- |
| Deutschland (BVMI)                                                                           | 2× Gold2 | Platin1 | 1.000.000 | musikindustrie.de |
| Polen (ZPAV)                                                                                 | Gold1    | —       | 50.000    | olis.pl           |
| Insgesamt                                                                                    | 3× Gold3 | Platin1 |           |                   |